# Buick Rivera
Buick Rivera novela je Miljenka Jergovića. 
Objavljena je 2002. u izdanju nakladničke kuće Durieux. Do sada je prevedena na 9 jezika.

## Djelo
Buick Rivera je automobil prema kojem Hasan Hujdur osjeća izrazitu privrženost. Povod čitavoj radnji novele upravo je ovaj stari automobil. Radnja se zbiva u američkoj državi Oregon, uglavnom u Toledu. Vuko Šalipur se na prevaru uselio u SAD, te slučajnim susretom upoznao Hasana. Iako se radi o noveli, likovi su duboko razrađeni; Hasan i Vuko su značajno psihološki portetirani, obojica se prisjećaju djetinjstva i života u bivšoj SFRJ, odakle su se i doselili. 
Sporedni likovi su Angela Raubal, Hasanova nevjenčana supruga. Lisa je Vukova supruga.  Jose Garcia Cerritos je vlasnik lokala Alhambra; Piero Manigno je Hasanov prijatelj. Al Rahimi je noćni portir u kazalištu, u kojem radi Angela.
Buick Rivera je relistično prozno ostvarenje, prožeto nostalgijom. Osobitost u pisanju ovog djela su dijalozi otisnuti u kurzivu bez navodnika ili crtica. Ispravan naziv modela auta po kojem je novela dobila ime je Buick Riviera. Pisca je ovo previše podsjećalo na rivijeru uz more te je iz stvaračke slobode novelu nazvao Buick Rivera, kako i naziva ovaj automobil u cijeloj noveli. Knjiga je 2003. dobila nagradu Matice hrvatske za književnost i umjetnost August Šenoa.
Novela je 2008. prenesena na film u režiji Gorana Rušinovića, pod nazivom Buick Riviera.  Jergović je zajedno s redateljem napisao scenarij.

## Osvrti u časopisuKolo
- Ivan Trojan  Arhivirana inačica izvorne stranice od 22. kolovoza 2007. (Wayback Machine)

- Milovan Tatarin  Arhivirana inačica izvorne stranice od 20. prosinca 2008. (Wayback Machine)